# Borehamwood
Borehamwood (auch Boreham Wood) ist eine Stadt im südlichen Hertfordshire knapp 20 km nördlich von Londons Zentrum. Es ist Teil des Borough of Hertsmere. Nach der Volkszählung 2011 leben in der Stadt 31.065 Einwohner. Der östliche Arm des Tykes Water fließt durch Borehamwood.
Seit den 1920er Jahren sind im als British Hollywood bekannten Borehamwood zahlreiche große Film- und Fernsehstudios angesiedelt, in denen mehr als 100 teils weltbekannte Spielfilme wie Moby Dick, die ersten beiden Star-Wars-Filme, die ersten drei Indiana-Jones-Filme, sowie die Stanley-Kubrick-Werke Lolita, 2001: Odyssee im Weltraum, Uhrwerk Orange und Shining entstanden.

## Geschichte
Die Stadt war früher ein Teil der Historischen Pfarrgemeinde Elstree. Anfang der 2000er Jahre machte sie eine große Veränderung durch und es wurden hunderte neue Häuser gebaut. Viele Firmen wurden in der Gegend ansässig oder bauten ihre Gebäude und Läden aus. In Borehamwood gab es in den letzten Jahren einen großen Zustrom von jüdischen Familien, und es wurde ein jüdisches Gymnasium errichtet.

## Verkehr
Im Westen der Stadt befindet sich ein Bahnhof an der Midland Main Line, der von Thameslink-Zügen bedient wird. Außerdem führt die englische Fernverkehrsstraße A1 durch Borehamwood und hat dort eine eigene Anschlussstelle.

## Filmindustrie
Seit den 1920er Jahren ist Borehamwood als British Hollywood  bekannt. In den zahlreichen Filmstudios vor den Toren Londons entstanden mehr als 100 teils weltbekannte Spielfilme. Die meisten der Filmstudios, wie die MGM-British-Studios, wurden inzwischen geschlossen.  Mittlerweile sind nur noch die traditionsreichen Elstree Studios an der Shenley Road und das BBC Elstree Centre an der Eldon Avenue in Borehamwood beheimatet. Hier werden u. a. die TV-Shows Who Wants to Be a Millionaire? und Big Brother produziert.

## Wichtige Unternehmen
Borehamwood ist der britische Sitz des Fast-Food-Riesen Pizza Hut. Weitere große ansässige Firmen sind Barclays und Alstom. Bis 2003 war die Stadt auch einige Zeit der Sitz des Mobilfunkanbieters Mercury One2One. Nach seinem Verkauf an die Deutsche Telekom wurde er aber in T-Mobile UK umbenannt und verlegte seinen Sitz nach Hatfield.

## Sport
In Borehamwood liegt der Meadow Park, in dem die Damenmannschaft des FC Arsenal, der FC Boreham Wood und die Reservemannschaft des FC Watford ihre Meisterschaftsspiele austragen.

## Städtepartnerschaften
Partnerstädte von Borehamwood sind Offenburg in Deutschland und Fontenay-aux-Roses in Frankreich.

## Töchter und Söhne von Borehamwood
- David Tomblin (1930–2005), Regisseur, Drehbuchautor und Fernsehproduzent
- Michael Baughen (* 1930), anglikanischer Theologe
- Phil Todd (* 1956), Jazz- und Studiomusiker
- Karla Crome (* 1989), Schauspielerin
- Ellie Baker (* 1998), Mittelstreckenläuferin